# ساکاموتو کو
ساکاموتو کو (به ژاپنی: 坂本幸)، (۱۷۹۶–۱۸۴۶ میلادی) یک زن در اواخر دوره ادو از اهالی قلمروی توسا و مادر ساکاموتو ریوما بود. وی تنها فرزند خاندان ساکاموتو بود. از آنجائیکه این خاندان وارث پسر نداشتند ساکاموتو هاچیهی را که یکی از اقوام آنها بود به فرزندخواندگی پذیرفتند و وی را وارث خاندان قرار دادند. ساکاموتو هاچیهی سپس با ساکاموتو کو ازدواج کرد. حاصل این ازدواج سه دختر و دو پسر بود. ساکاموتو ریوما کوچکترین فرزند ساکاموتو کو بود.